# كيت سارا تشيتندن
كيت سارا تشيتندن (بالإنجليزية: Kate Sara Chittenden)‏ هي معلمة موسيقى وعازفة بيانو أمريكية، ولدت في 17 أبريل 1856، وتوفيت في 16 سبتمبر 1949 في هاميلتون في كندا.

## وصلات خارجية
- كيت سارا تشيتندن على موقع ميوزك برينز (الإنجليزية)